# Lasioglossum diluculum
Lasioglossum diluculum är en biart som beskrevs av Ebmer 2008. Lasioglossum diluculum ingår i släktet smalbin, och familjen vägbin. Inga underarter finns listade i Catalogue of Life.